# Sint-Catharinakerk (Zuurbemde)

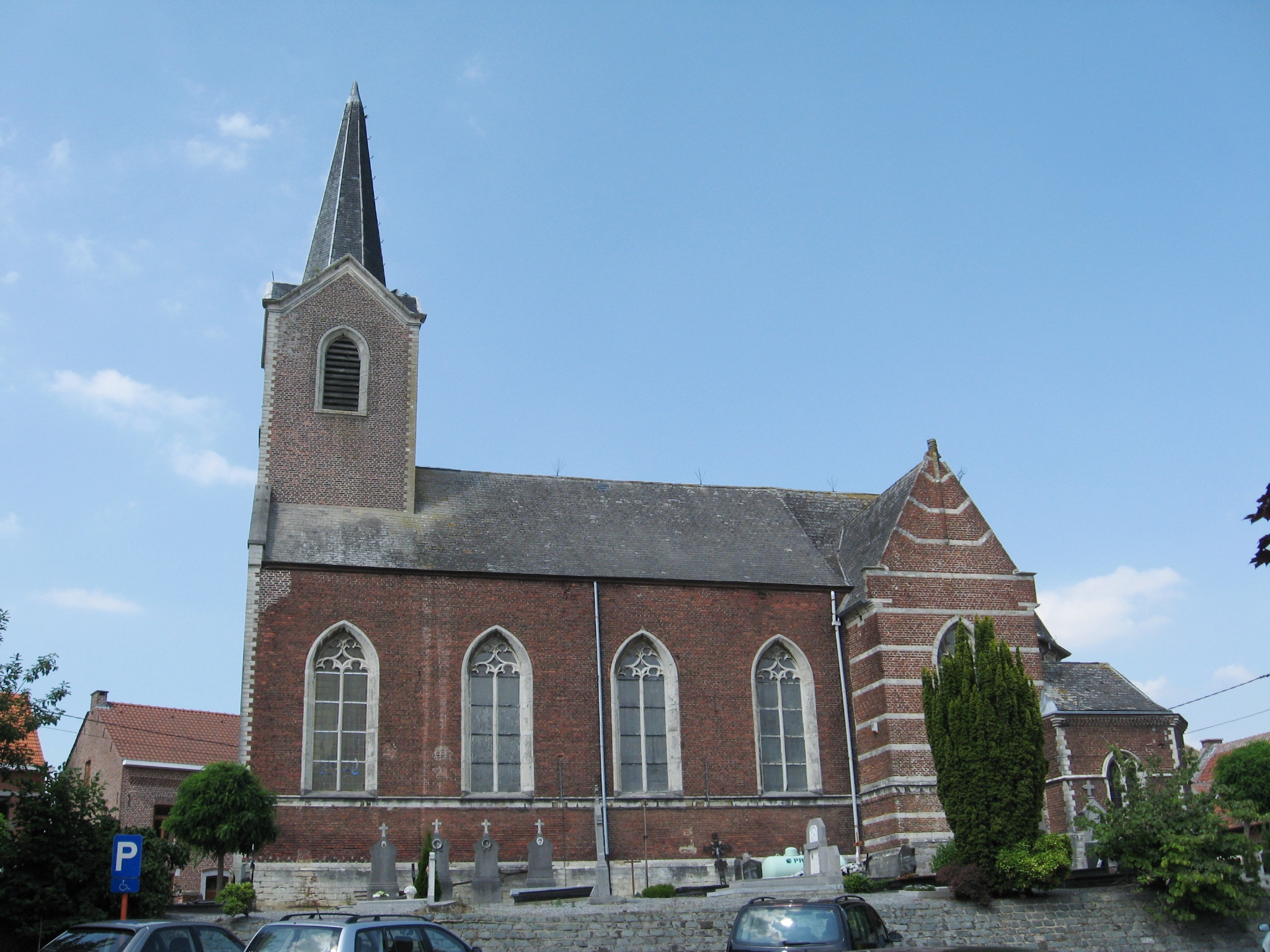
Sint-Catharinakerk

De Sint-Catharinakerk is de parochiekerk van de tot de Vlaams-Brabantse gemeente Glabbeek behorende plaats Zuurbemde.

## Geschiedenis
Het laatgotisch driezijdig afgesloten koor is laatgotisch en uit de 16e eeuw (1541). Ook de dwarsbeuk stamt uit die tijd. In 1863-1864 werd het kerkschip en de toren opnieuw gebouwd, nu in neogotische stijl. Een sacristie is van 1857.

## Gebouw
Het betreft een driebeukige bakstenen kruiskerk waarvan het koor en de dwarsbeuk laatgotisch zijn en in baksteen en zandsteen werden uitgevoerd. Schip en ingebouwde toren, in neogotische stijl, werden in baksteen uitgevoerd.

## Interieur
Van belang is de sacramentstoren in renaissancestijl. Een schilderij door Pieter Jozef Verhaghen is uit 1792. De kerk bezit een aantal 16e- en 17e-eeuwse heiligenbeeldjes. Ook is er een biechtstoel van 1651 in barokstijl.